# Altai Sum (Bajan-Ölgii)
Altai Sum (mongolisch Алтай сум, ᠠᠯᠲᠠᠢ
ᠰᠤᠮᠤ) ist ein Sum (Distrikt) des Aimag (Provinz) Bajan-Ölgii im Westen der Mongolei. Die Bevölkerung ist vornehmlich kasachisch. Die Einwohnerzahl beträgt 4.277 (Stand: Ende 2020). 2014 wurden 3.983 Einwohner gezählt.

## Geographie
Altai ist ein Sum im Südwesten des Aimags. Es erstreckt sich zwischen der Grenze zu China (Xinjiang) im Westen und den Sum Sagsai (N), Bujant (NO), Tolbo (O) und Delüün (S). Die Landschaft des Sum ist geprägt von den Bergen und Hügeln des Altai. Hauptort des Distrikts ist Tschichertei (Чихэртэй, ᠰᠢᠬᠢᠷᠲᠡᠢ).
Der Höchste Berg ist der Tsagaan Uul (Цагаан уул, 3752 m). Es gibt große Seen wie Tschichertei Nuur (Чихэртэй нуур), Char Nuur (Хар нуур) und Jalangasch Nuur (Чихэртэй, Жалангаш нуур). Neben den Flüssen Sagsai, Harbut und Tschichertei gibt es viele große und kleine Quellen, die auch für medizinische Anwendungen nützlich sind, wie die Badeorte Nutsgent (Нүцгэнтийн зуслангийн) und Hula Shohi (Хула Шохы).
Das Gebiet ist reich an Bodenschätzen wie Gold, Kupfer und gelbem Ton.

## Geschichte
Altai wurde von Kasachen besiedelt, die von der Nordseite des Altai-Gebirges einwanderte. Das Sum wurde 1959 gegründet. Früher gehörte das Gebiet zu Jargalant und Sagsai Choshuu der damaligen Provinz Chowd-Aimag. Neben den Kasachen gibt es eine Minderheit der Altai-Urianchai die hauptsächlich in Ulaan chad und Borburgas leben.

### Verwaltung
Das Sum ist eingeteilt in 5 bagtai: Char nuur (Хар нуур), Ulaan chad (Улаан хад), Bardam (Бардам), Tschichertei (Чихэртэй), Borburgas (Борбургас).

## Gouverneure
- M. Kamelkhan (М.Камелхан, 1996–2000)
- B. Erdene (Б.Эрдэнэ, 2000–2002)
- S. Haysa (С.Хайса, 2002–2008)
- Z. Khanat (З.Ханат, 2008–2012)
- H. Aidos (Х.Айдос, 2012–2016)
- A. Aset (А.Асет, seit 2016)

## Sehenswürdigkeiten
Im Altei-Gebirge liegt das Hochtal Ölt (Ёлт), welches besonderen Schutz genießt. Dort kommen viele seltene Tierarten vor: Braunbären, Rotwild, Wildschafe und Steinböcke sowie Schneeleoparden und gefährdete Vögel wie Geier, Adler, Falken und Steinhühner.
Im Gebiet von Borburgas (Khar Uzuur, Хар үзүүр) gibt es Statuen der Helden H.Damba (Х.Дамба) und D.Namnan (Д.Намнан).